# Prasophyllum parviflorum
Prasophyllum parviflorum là một loài thực vật có hoa trong họ Lan. Loài này được (R.S.Rogers) Nicholls miêu tả khoa học đầu tiên năm 1941.